# Suehirochō (metropolitana di Tokyo)
La stazione di Suehirochō (末広町駅?, Suehirochō-eki) è una stazione della metropolitana di Tokyo che si trova a Chiyoda, a Tokyo. È servita dalla linea Ginza.

## Struttura
La stazione è dotata una piattaforma a isola centrale con due binari.
| 1 | Linea Ginza | per Ginza e Shibuya |
| 2 | Linea Ginza | per Ueno e Asakusa  |

## Stazioni adiacenti
| «           | Servizio    | »             |
| Linea Ginza | Linea Ginza | Linea Ginza   |
| ----------- | ----------- | ------------- |
| Kanda       | -           | Ueno-hirokōji |